# RV Corystes
Le RV Corystes (RV en anglais : Research Vessel) est un navire océanographique halieutique opérant autour de l'Irlande du Nord exploité par le Centre des sciences de l'environnement, des pêches et de l'aquaculture (Royaume-Uni) (Cefas) entre 1988 à 2005.
Son nom provient des corystes cassivelaunus, une espèce de crabe.

## Historique
RV Corystes a été construit au chantier Ailsa Shipbuilding Company en Écosse pour le Cefas et exploité à partir d’un port d’attache de Lowestoft.
Il a été muté au Département de l'Agriculture et du Développement rural d'Irlande du Nord (DARD) le 31 janvier 2005. En avril 2006, le Service scientifique du DARD fusionne avec l'Institut de recherche agricole d'Irlande du Nord pour former le groupeAgr-Food and Biosciences Institute (Afbi), qui exploite maintenant le RV Corystes.
Le 7 juin 2006, Corystes a sauvé quatre personnes d'un radeau de sauvetage situé à 20 milles à l'est de Drogheda, après avoir abandonné le chalutier en feu, MFV Noroyna.

## Service
RV Corystes dispose de 250 m² de surface de pont. Il possède deux treuils de chalut équipés de chaînes de 1000 m et d'un filet de 7 tonnes. Il y a un cadre arrière en poupe de 7 tonnes et un cadre arrière en tribord plus petit. Il est équipé d'une gamme complète d'équipements de navigation et de sondeur.
Il effectue des activités de surveillance et de recherche dans les domaines de la pêche en mer, de l'océanographie et de l'environnement, autour de l'Irlande du Nord et dans les eaux environnantes . Il utilise des engins de pêche spécialisés et des techniques acoustiques pour les enquêtes sur les stocks de poissons.

## Navires
| - RV Huxley (1899-1902) - SY Hildegarde et SY Hiawatha (1912–1914) - SS Joseph & Sarah Miles (1920–1922) - RV George Bligh (1921–1939) - RV Onaway (1930–1960) - RV Platessa (1946–1967) - RV Ernest Holt (1946–1971) | - RV Sir Lancelot (1947–1960) - RV Tellina (1960–1981) - RV Clione (1961–1988) - RV Corella (1967–1983) - RV Cirolana (1970–2003) - RV Cefas Endeavour (2003–present) |

## Galerie

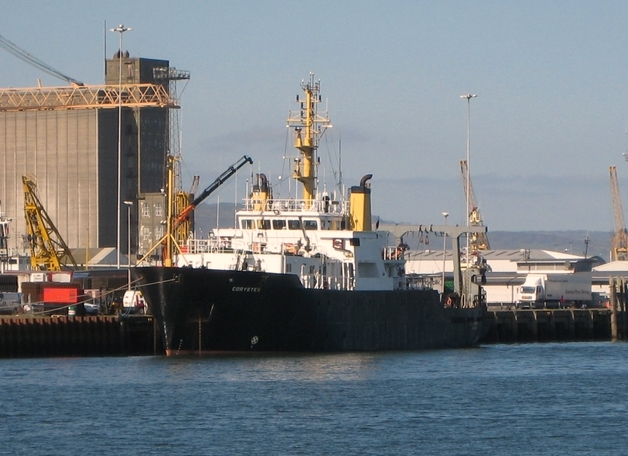
FRV Corystes
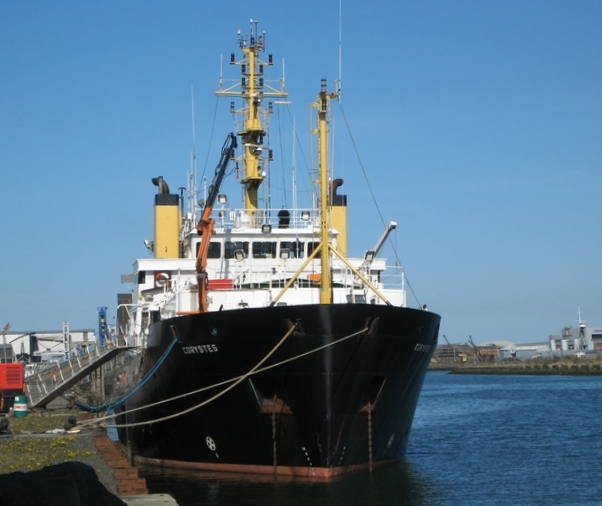
FRV Corystes

### Note et référence
1. ↑  RV Corystes specification
2. ↑  Agri-Food and Biosciences Institute (Northern Ireland)
3. ↑  RV Corystes - missions scientifiques

- (en) Cet article est partiellement ou en totalité issu de l’article de Wikipédia en anglais intitulé « RV Corystes » (voir la liste des auteurs).